# Villa Vignamaggio

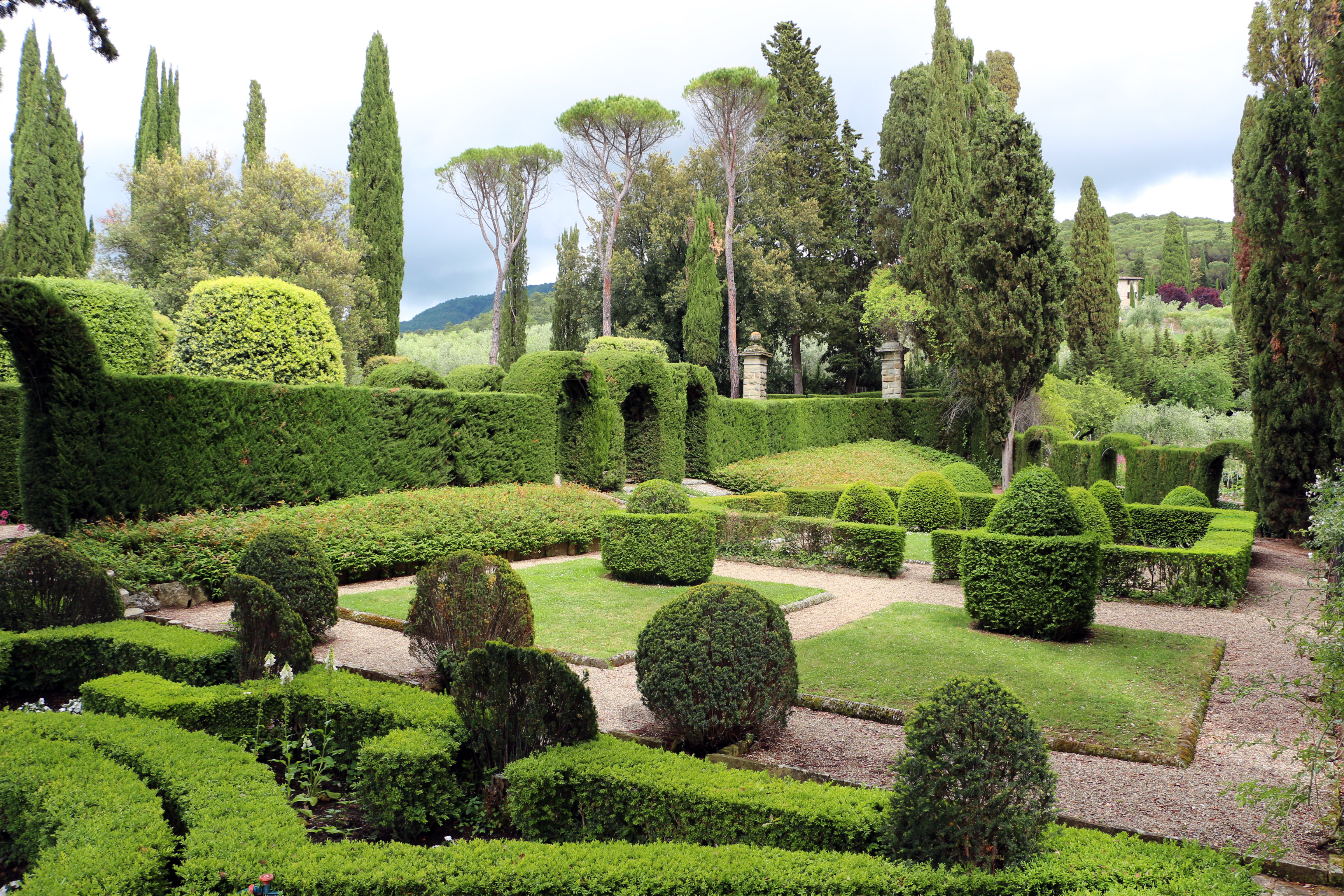
Giardini all'italiana

Villa Vignamaggio è un edificio storico situato in via Petriolo a Greve in Chianti.

## Storia e descrizione
Quando la famiglia Gherardini ebbe il proprio castello di Montagliari assoggettato e distrutto dalle milizie di Firenze nel 1301, si stabilì sull'altro lato della vallata, in un sito detto "Vigna maggiore".
All'inizio del Quattrocento quello che doveva essere un gruppo di edifici agricoli fortificati, venne trasformato in "casa da signore" da Cione Gherardini, detto “Il Pelliccia”, che qui amava risiedere con la famiglia dedicandosi alla caccia. Nel 1404, in un documento legato a uno dei due figli di Cione, Amidio, viene citata per la prima volta l'attività vinicola. Nel 1421 la proprietà viene ceduta ai Gherardi, ricca famiglia fiorentina legata all'Arte della Seta e sostenitrice dei Medici: a questo periodo risalgono ulteriori sviluppi e aggiunte di poderi. Anche nei secoli successivi sia l'edificio padronale che quelli lavorativi e le terre da coltivare vengono ampliati e incrementati. Viene creata un cappella e sono disegnati gli ampi giardini all'italiana, sul fronte orientale. 
Le attività agricole comprendono la coltura di vite, olivo, cereali (soprattutto grano e orzo), castagni da frutto, l'allevamento di animali, la produzione di olio nel frantoio, di formaggi, la panificazione. Attività minori erano la coltura del gelso per le foglie e per i bachi da seta, l'allevamento di polli e piccioni, la produzione di frutta (fichi, nocciole e mandorle) e legname. 
Nel XIX secolo la produzione agricola e le attività connesse subiscono una forte crisi, per la concorrenza di forme agricole più moderne. Nel 1831 i Gherardi cedono la villa, che passò di mano per diversi proprietari finché, nel 1926, fu acquistata dai conti Samminiatelli e successivamente, nel 1987, dalla famiglia Nunziante. Dopo una ristrutturazione degli edifici e dei giardini, la villa ospita oggi molte attività, tra cui spiccano la produzione vinicola, l'attività ricettiva e le degustazioni nelle cantine storiche.